# Mico rondoni
Sagui-de-rondônia (Mico rondoni) é uma espécie de macaco do Novo Mundo da família Cebidae e subfamília Callitrichinae. endêmica da Amazônia do Brasil, onde pode ser encontrada na bacia do rio Jamari, em Rondônia e possivelmente pode ocorrer na Bolívia.